# 沼田眞
沼田 眞（ぬまた まこと、沼田真、1917年11月27日 - 2001年12月30日）は、日本の生態学者。弟に千葉県知事を務めた沼田武がいる。

## 人物
茨城県土浦市生まれ、千葉育ち。東京文理科大学生物学科卒業。理学博士（京都大学）。
千葉大学文理学部助教授をへて、1962年理学部教授、定年後名誉教授、淑徳大学教授。千葉県立中央博物館初代館長。
植物生態学から、自然保護、都市生態学の研究など広く活動、東ネパールへ調査団を率いて行った。
日本生態学会会長、日本植物学会会長、日本雑草学会会長、日本環境教育学会会長、日本自然保護協会会長、東京湾学会会長、千葉県生物学会会長などを歴任。紫綬褒章受章。1988年、勲二等瑞宝章受章。秩父宮記念学術賞、日本学士院エジンバラ公賞、国連環境計画グローバル500賞などを受賞。
日本におけるアレロパシーの研究の先駆者としても知られ、1977年に発表した論文でアレロパシーを「他感作用（たかんさよう）」と紹介した。

## 著書
- 『生物学論 現代生物学批判』白東書館、1948
- 『生物学と自然弁証法 現代生物学批判』白東書館、1949
- 『生態学方法論』古今書院 (形成選書)、1953
- 『科学史』岩崎書店、1957 (中学生の理科全集)
- 『生態学の立場』古今書院、1958
- 『植物のふしぎ』実業之日本社 (理科のふしぎシリーズ)、1963
- 『植物たちの生』岩波新書、1972
- 『自然保護と生態学』共立出版 (環境科学叢書)、1973
- 『環境教育論 人間と自然とのかかわり』東海大学出版会、1982.2
- 『植物生態学論考』東海大学出版会、1987.3
- 『都市の生態学』岩波新書、1987
- 『植物のくらし人のくらし』海鳴社、1993.11
- 『自然保護という思想』岩波新書、1994
- 『環境問題の論点』信山社サイテック、2002.8

## 共編著
- 『近代生物学史 発展の過程を中心に』（編）地人書館 (近代科学史シリーズ)、1960
- 『植物・野外観察の方法』（編）築地書館、1962
- 『日本原色雑草図鑑』 吉沢長人共編、全国農村教育協会、1968
- 『植物生態学』（編）朝倉書店、1969
- 『日本植物生態図鑑 第1-2』 浅野貞夫共著、築地書館、1969
- 『生態学辞典』（編）築地書房、1974
- 『帰化植物』（編）大日本図書 (環境科学ライブラリー)、1975
- 『図説日本の植生』[岩瀬徹共著 朝倉書店（のち講談社学術文庫）、1975
- 『生態の事典』（編）東京堂出版、1976
- 『自然保護ハンドブック』（編）東京大学出版会、1976
- 『植物生態の観察と研究』（編）東海大学出版会、1978.5
- 『草地調査法ハンドブック』（編）東京大学出版会、1978.1
- 『雑草の科学』（編）研成社 (のぎへんのほん)、1979
- 『都市環境と人間』 斎藤平蔵共編、講談社、1981.2
- 『種子の科学 生態学の立場から』（編）研成社 (のぎへんのほん)、1981
- 『生態学読本』（編）東洋経済新報社、1982.2
- 『東京の生物史』 小原秀雄共編 紀伊国屋書店、1982.2
- 『生態学をめぐる28章』（編）共立出版、1983.6
- 『生態調査のすすめ ヒマラヤの人々の生活と自然』（編）古今書院 1984
- 『新しい生物学史 現代生物学の展開と背景』（編）地人書館、1973
- 『生態の事典』（編）東京堂出版、1993.7
- 『現代生態学とその周辺』（編）東海大学出版会、1995.12
- 『景相生態学 ランドスケープ・エコロジー入門』（編）朝倉書店、1996.10
- 『東京湾の生物誌』 風呂田利夫共編著 築地書館 (東京湾シリーズ)、1997

## 翻訳
- 『実験生態学 高等植物の実験群落学 第1巻』 リューデイガー・クナップ、吉田治共訳、古今書院、1962
- 『世界農業地理』 J.パパダキス、山本進共訳、古今書院 (形成選書)、1962
- 『森林の生態』 E.G.ニール、河出書房新社 (新生物学シリーズ)、1973

## 論文
- 沼田眞「植物群落統計における標本抽出論の基礎-植物群落の構造に關する研究III」『植物学雑誌』第62巻第729-730号、日本植物学会、1949年、35-38頁、doi:10.15281/jplantres1887.62.35、ISSN 0006-808X、NAID 130004076729。
- 沼田眞「標本抽出による群落測定」『植物学雑誌』第63巻第745-746号、日本植物学会、1950年、149-154頁、doi:10.15281/jplantres1887.63.149、ISSN 0006-808X、NAID 130004076750。
- 沼田真, 山井広「雑草群落の形成過程-第二次遷移の初期段階の解析 I」『日本生態学会誌』第4巻第4号、日本生態学会、1955年、166-171頁、doi:10.18960/seitai.4.4_166、ISSN 0021-5007、NAID 110001883207。
- 上田弘一郎, 沼田真「原生竹林の更新とその生態学的研究」『京都大学農学部演習林報告』第33号、京都大学農学部附属演習林、1961年10月、27-54頁、ISSN 0368-511X、NAID 120005515572。
- 沼田真「雑草群落の生態学的研究」『雑草研究』第1962巻第1号、日本雑草学会、1962年、3-8頁、doi:10.3719/weed.1962.3、ISSN 0372-798X、NAID 130003810635。
- 沼田真「東ネパールの雑草植生」『雑草研究』第1964巻第3号、日本雑草学会、1964年、1-9頁、doi:10.3719/weed.1964.1、ISSN 0372-798X、NAID 130003995532。
- 沼田真「ヒマラヤ学術探検から:雑草を中心として」『雑草研究』第1965巻Suppl4、日本雑草学会、1965年、78-78頁、doi:10.3719/weed.1965.Suppl4_78、ISSN 0372-798X、NAID 130003995554。
- 沼田真「ネパール・タイ植物紀行-1-」『地理』第11巻第1号、古今書院、1966年1月、68-73頁、ISSN 05779308、NAID 40002437882。
- 沼田真「代表的な植物学教科書の中の生態学」『日本生態学会誌』第18巻第1号、日本生態学会、1968年、45頁、doi:10.18960/seitai.18.1_45、ISSN 0021-5007、NAID 110001881369。
- 沼田真「エコロジーと農業」『農業土木学会誌』第41巻第7号、農業農村工学会、1973年、437-442頁、doi:10.11408/jjsidre1965.41.7_437、ISSN 0369-5123、NAID 130004287148。
- 沼田真「大気汚染と植生」『大気汚染研究』第10巻第2号、大気環境学会、1975年、77-85頁、doi:10.11298/taiki1966.10.77、NAID 130004121084。
- 佐倉詔夫, 沼田真「スギ幼齢造林地の群落とその遷移 (I)」『日本林學會誌』第62巻第10号、日本林學會、1980年、371-380頁、ISSN 0021-485X、NAID 110002840712。
- 鈴木英治, 沼田真「ハマニンニク植栽堤防から出発した海岸砂丘の遷移」『日本生態学会誌』第32巻第2号、日本生態学会、1982年、129-142頁、doi:10.18960/seitai.32.2_129、ISSN 0021-5007、NAID 110001881642。
- 沼田眞「植生帯と気候帯の関係」『日本生気象学会雑誌』第21巻第1号、日本生気象学会、1984年、1-10頁、doi:10.11227/seikisho1966.21.1、ISSN 0389-1313、NAID 130004007028。